# Lisa Scheenaard
Lisa Scheenaard, född 5 september 1988, är en nederländsk roddare.

## Karriär
Scheenaard tog brons tillsammans med Roos de Jong i dubbelsculler vid olympiska sommarspelen 2020 i Tokyo.
I maj 2023 vid EM i Bled tog Scheenaard silver tillsammans med Martine Veldhuis, Ilse Kolkman och Tessa Dullemans i scullerfyra.